# 松平正信
松平 正信（まつだいら まさのぶ）は、江戸時代前期の大名・奏者番。相模国玉縄藩2代藩主。大河内松平宗家2代。官位は従五位下・備前守。

## 略歴
初代藩主・松平正綱の次男として誕生。
兄・利綱が早世したため、代わって嫡子となり父の跡を継いだ。この際、弟・松平季綱（正朝）に3000石を分与した。万治2年（1659年）2月21日、奏者番となり、貞享3年（1686年）10月9日まで務めた。この間、高力隆長改易による島原城受け取りの上使、鶴岡八幡宮の修造奉行、日光東照宮の石垣修理奉行を務めた。
元禄3年（1690年）に隠居し、家督を次男・正久に譲った。

## 系譜
父母
- 松平正綱（父）
- 寺西氏 ー 側室（母）

正室
- 宗義成の娘

子女
- 松平正久（次男）生母は正室
- 松平正基[1]（六男）
- 土屋直樹正室のち日野資政室
- 高陽院 ー 堀親貞継室
- 松平乗成正室
- 本多忠能正室
- 屋代忠知正室
- 乗願院 ー 松平為政正室